# Az otthoniak
Az otthoniak (eredeti cím: The Domestics) 2018-as amerikai posztapokaliptikus akció-horrorfilm, amelyet Mike P. Nelson rendezett és írt. A főbb a szerepekben Kate Bosworth és Tyler Hoechlin látható.
A film 2018. június 28-án jelent meg az Orion Classics forgalmazásában.

## Cselekmény
Az amerikai kormány halálos vegyi támadások sorozatát indította el saját népe ellen. A világot feldúlták, és a halottak száma milliókra emelkedett. Az állandó káoszba süllyedt Amerikában a túlélők két klánra oszlanak: az „otthoniakra” − immunis emberek, akik nem hajlandók engedni az erőszaknak, és a vadakra, ellenséges bandákra vagy fosztogatókra, akik a saját kezükbe veszik a törvényt, és levadásszák pacifista ellenségeiket. Egy fiatal „domesztikált” pár, Mark és Nina megpróbál eljutni szüleik otthonába, a biztonságosabbnak tartott Milwaukee-ba. Az útjuk azonban hamarosan veszélyesnek és hosszúnak bizonyul. Útjuk során vérszomjas törvényen kívüliek bandái vadásznak rájuk, ezért kénytelenek szövetséget kötnek más csoportokkal, mivel ez az egyetlen módja a túlélésnek.

## Szereplők
| Szerep           | Színész               | Magyar hang       |
| ---------------- | --------------------- | ----------------- |
| Mark West        | Tyler Hoechlin        | Kékesi Gábor      |
| Nina Monroe West | Kate Bosworth         | Solecki Janka     |
| Nathan Wood      | Lance Reddick         | Papucsek Vilmos   |
| Betsy            | Sonoya Mizuno         | Nagy Edit         |
| Wanda            | Dana Gourrier         | Sági Tímea        |
| Theresa Wood     | Jacinte Blankenship   | Nagy Katica       |
| Jim              | Thomas Francis Murphy | Albert Péter      |
| Willy Cunningham | David Dastmalchian    | Karácsonyi Zoltán |
| Dean             | Lee Perkins           | Juhász Zoltán     |

### Magyar változat
- Magyar szöveg: Bán Tibor
- Szinkronrendező: Tarján Péter

A szinkront a Laborfilm Szinkronstúdió készítette.

## A film készítése
2016. március 24-én jelentették be, hogy Mike P. Nelson saját forgatókönyvéből rendezi Az otthoniak című filmet a Metro-Goldwyn-Mayer és a Hollywood Gang Productions számára. A producerek Gianni Nunnari és Shannon Gaulding voltak. 2016. szeptember 8-án Kate Bosworth és Tyler Hoechlin kapták meg a főszerepet. A filmet Louisianában forgatták.